# Túmbling
El túmbling és una disciplina gimnàstica en la qual els participants realitzen una sèrie d'habilitats acrobàtiques per un passadís de 25 metres proveït d'un sistema de ressorts o de làmines. Cada sèrie, coneguda com a passada, consta de vuit elements en els quals l'atleta salta, gira i fa tombarelles col·locant només les mans i els peus a la pista. Els participants es jutgen per la dificultat i la forma de la seva rutina. En aquest esport hi ha competicions tant individuals com per equips.
El túmbling també pot referir-se de manera més general a habilitats acrobàtiques similars realitzades sols o en altres esdeveniments de gimnàstica, com ara en l'exercici de terra o a la barra d'equilibri.
El túmbling es regeix per la FIG, la Federació Internacional de Gimnàstica, i s'inclou com a esdeveniment dins de la gimnàstica de trampolí. Tot i que actualment el túmbling no és un esdeveniment olímpic, els gimnastes d'elit que hi competeixen a nivell internacional poden competir en diversos esdeveniments organitzats per la FIG, les confederacions continentals, així com als Jocs Europeus i Mundials.

## Història
Tot i que es desconeix l'origen del túmbling, registres antics han demostrat actes similars a moltes parts del món, com ara la Xina, l'Índia, el Japó, Egipte i l'Iran. El túmbling va passar a formar part del sistema educatiu de l'antiga Grècia, del qual els primers romans van prendre prestat l'exercici per utilitzar-lo en l'entrenament militar. Durant l'Edat Mitjana, els joglars van incorporar el túmbling a les seves actuacions, i diversos registres mostren que es feien actuacions per a les corts reials per a entreteniment. És al final d'aquest període, l'any 1303, que el verb tumble s'acredita per primera vegada en aquest sentit en anglès. Hi va haver un renovat interès per l'educació física formalitzada durant el Renaixement, i poc després es va començar a introduir la gimnàstica en alguns programes d'educació física, com a Prússia ja el 1776. La FIG es va formar oficialment l'any 1881, llavors coneguda com la Federació Europea de Gimnàstica. El túmbling, però, no es va regir per la FIG fins al 1999. Abans d'aquest moment, la Federació Internacional de Trampolí governava l'esport des de la seva fundació el 1964. Les federacions nacionals tenen històries encara més llargues, com la Unió Atlètica Amateur dels Estats Units, que va incloure el túmbling en esdeveniments des de 1886.
El tumbling només s'ha inclòs com a esdeveniment oficial en uns Jocs Olímpics, els Jocs Olímpics d'estiu de 1932, i va ser exclusivament un esdeveniment masculí. Va ser per aquesta època quan l'exercici de terra, que inclou molts elements de túmbling, es va convertir en un aparell individual als Jocs Olímpics.
El túmbling ha estat un esdeveniment als Jocs Mundials des de la seva fundació l'any 1980, que va aparèixer per primera vegada als Jocs Mundials de 1981.

## Competicions de la FIG

### Equipament
La peça principal de l'equip que s'utilitza en el túmbling és la pista de túmbling. La pista té 25 metres de llarg per 2 metres d'ample amb una alçada no superior als 30 centímetres. La pista és elàstica i encoixinada per ajudar els gimnastes durant la seva passada. Hi ha tres línies al llarg de la pista. La línia mitjana marca el centre de la pista. Els dos exteriors marquen el límit de la pista i fan 150 centímetres a part. Tot i que part de la pista s'estén més enllà d'aquestes línies, es considera interrompuda una passada si un gimnasta toca la pista fora d'aquestes línies.
Abans de la pista de túmbling, hi ha una zona de carrera on els gimnastes poden generar velocitat abans de començar la seva passada. Aquesta zona de pujada mesura 10 metres de llargada i ha de tenir la mateixa alçada que la pròpia pista.
Al final de la pista de caiguda hi ha una estora anomenada zona d'aterratge. Aquesta estora fa 6 metres de llarg per 3 metres d'ample amb un gruix de 30 centímetres. Dins de la zona d'aterratge hi ha una zona d'aterratge més petita, que mesura 4 metres per 2 metres, que s'emplena o es delimita amb un color contrastant. Darrere de la zona d'aterratge hi ha d'haver una estora addicional per seguretat, que mesura almenys 3 metres per 2 metres.
Si ho desitja, el gimnasta pot utilitzar un tauler de salt per començar la seva passada. Aquest es pot col·locar a la pista de volteig o a la carrera.

### Format
Les competicions de túmbling consten de dues rondes. La primera ronda és una fase de classificació per a tots els participants, i la segona és la fase final per als vuit millors participants o equips. A la fase de classificació, cada participant realitza dues passades. A la ronda final, els competidors individuals realitzen dues passades addicionals mentre que els equips fan una passada per membre. Cada passada consta de vuit elements. El primer element d'una passada pot començar a l'inici, però ha d'aterrar a la pista de túmbling. Les passades només es permeten moure's en direcció a la zona d'aterratge, a excepció de l'element final que es pot realitzar en sentit contrari. Una passada ha de tenir almenys 3 elements per puntuar i es pot considerar interrompuda per diversos motius, com ara que el gimnasta està fora dels límits, l'observador toca el gimnasta o una caiguda durant la passada. Totes les passades han d'acabar amb un salt mortal, és a dir, el gimnasta ha de girar almenys una vegada en l'habilitat final.
A cada ronda, un participant no pot repetir el mateix element, amb algunes excepcions. Alguns moviments habituals amb un valor de punt baix estan exclosos d'aquesta regla. Els elements poden diferir pel nombre de salts mortals, girs o fins i tot per la posició del cos del gimnasta. El mateix element es pot repetir si va precedit d'un element diferent, i una habilitat amb almenys dues salts mortal i un gir es pot repetir si el gir passa en una fase diferent de l'habilitat. Per exemple, es pot repetir un doble salt mortal amb gir si el gir es produeix durant el primer salt mortal en un element i durant el segon en l'altre.
Les federacions poden afegir requisits a les passades a la ronda de classificació o fins i tot fer que calgui una passada determinada. A les proves de la FIG s'estableixen requisits especials en els aprovats de qualificació de manera que la primera passada no atorga cap punt de dificultat per girs superiors a mig gir i la segona no atorga punts de dificultat per a l'element final si no inclou almenys un gir complet i dedueix punts per no incloure dues habilitats de salts mortals amb almenys un gir complet cadascun, centrant així la primera passada en salt mortals i la segona en girs. Com a resultat, aquestes passades es coneixen respectivament com a pas de salt i pas de torsió.

### Puntuació
Les passades de túmbling es jutgen per dos components principals: dificultat i execució. Tots dos es calculen a la dècima de punt. Les puntuacions es determinen per un jurat de vuit jutges. Dos jutges són responsables de la puntuació de dificultat. Cinc són els responsables de la puntuació d'execució. I un supervisa el jurat i s'encarrega de qüestions de jutjats diverses o impugnades.
Els jutges de dificultat reben targetes de competició abans que el gimnasta realitzi aquesta passada. Aquestes targetes estableixen les habilitats previstes per a la passada, i aquests jutges són responsables de deduir punts quan el gimnasta no aconsegueix les habilitats previstes. Cada habilitat té un valor de punts predefinit. Els salts mortals reben punts de dificultat en funció de quantes voltes i girs realitza el gimnasta i de la posició del seu cos durant l'habilitat.
Les puntuacions de dificultat són consistents en tots els tipus de competicions amb dues excepcions. A les competicions juvenils, les habilitats tenen una puntuació màxima de dificultat de 4,3. A les competicions femenines, hi ha una bonificació d'1,0 punts per cada element addicional amb un valor de dificultat d'almenys 2,0 més enllà del primer.
L'execució es puntua en funció de la forma, el control, l'alçada i el ritme de cada element, així com la forma i l'estabilitat de l'aterratge. Les deduccions es calculen independentment pels cinc jutges i es prenen de la puntuació màxima de 10,0 punts. Les puntuacions més grans i més petites s'ignoren i les puntuacions restants se sumen. En els esdeveniments de la FIG, aquest procés de prendre les tres puntuacions mitjanes es fa per element i no per jutge.
La puntuació final del gimnasta prové de sumar les 3 puntuacions d'execució i la puntuació de dificultat i restar les sancions incorregudes per coses com ara una vestimenta inadequada, un procediment inadequat o una passada inadequada. La puntuació final s'arrodoneix a tres decimals.

### Habilitats prohibides
A les competicions juvenils, es prohibeixen els quàdruples salts mortals. La realització d'aquesta habilitat comportarà la desqualificació del gimnasta de la competició.